# Carl Hillmann
Carl Hillmann (* 29. Oktober 1841; † 9. Juni 1897) war ein deutscher sozialdemokratischer Journalist und Autor. Er verfasste unter anderem theoretische Schriften zur Rolle der Gewerkschaften.

## Leben
Hillmann stammte aus dem Königreich Sachsen und war gelernter Schriftsetzer. In Hamburg war er Schriftführer des Hamburg-Altonaer Buchdruckervereins. Er schloss sich der politischen Arbeiterbewegung an und war zunächst Mitglied des ADAV und dann der SDAP. In der Zeitschrift Correspondent veröffentlichte er zahlreiche Beiträge insbesondere zum Thema Produktivgenossenschaften. Er wurde Anhänger von Karl Marx und war auch aktiv in der Internationalen Arbeiterassoziation. Im Jahr 1871 veröffentlichte er eine kurze Geschichte der IAA. Drei Jahre später publizierte er eine Schrift mit dem Titel Praktische Emanzipationswinke. Darin hat er die Unterordnung der Gewerkschaften unter die politische Bewegung abgelehnt. Die Erfahrung zeige, dass die Unterdrückten zunächst an den unmittelbaren Fesseln rütteln würden. Für die Arbeiter stände der Kampf gegen unmenschliche Fabrikordnungen oder für höhere Löhne am Anfang. Dies wäre die Vorschule der Proletariats. Vor diesem Hintergrund plädierte er für eine Gleichberechtigung von Gewerkschaften und Partei. Diese Schrift  erschien in vier Folgen in der Zeitschrift Der Volksstaat. Der Beitrag wurden nach Aussage von Wilhelm Blos allerdings stark überarbeitet, so dass dieser als eigentlicher Urheber gelten müsse. Im Jahr 1874 wurde er Redakteur der Süddeutschen Volkszeitung. Wegen Pressvergehen wurde er bereits im selben Jahr und ein Jahr später inhaftiert. Im Gefängnis in Rottenburg vollendete er seine theoretische Schrift Die Organisation der Massen. Wegen seiner Betonung der Rolle der Gewerkschaften mindestens als gleichberechtigt neben der Partei wurde er später als Vorläufer der Syndikalismus in Anspruch genommen. Eduard Bernstein bemerkte im Rückblick, dass er mit seiner Interpretation des ehernen Lohngesetzes an Ferdinand Lassalle aber auch an Karl Marx gerüttelt hätte, bescheinigt ihm aber im wesentlich Marxist, wenn auch von Hamburg-Harburger Couleur, gewesen zu sein.
Hillmann war neben Theodor York einer der frühesten originären Theoretiker der Gewerkschaftsbewegung. In organisatorischer Hinsicht schwebte Hillmann ein Zusammenschluss lokaler Vereine zu nationalen Verbänden vor.
Nach seiner Freilassung aus dem Gefängnis zog er nach Hamburg. Bei einer Nachwahl zum Reichstag kandidierte er 1875 vergeblich. In Hamburg war er Redakteur am sozialdemokratischen Hamburg-Altonaer Volksblatt und nach dem Verbot der Gerichtszeitung. Nach dem Verbot der Zeitung wurde Hillmann mit anderen 1881 aus Hamburg ausgewiesen. Er lebte zunächst in Harburg und versuchte vergeblich die Gerichtszeitung aufrechtzuerhalten. Danach lebte er in Lübeck. In der Folge kehrte er sich vom Sozialismus ab, arbeitete aber weiter als Journalist. Er arbeitete bei der Nordischen Presse und beim Generalanzeiger. Im Rückblick sahen andere sozialdemokratische Ausgewiesene wie Hermann Molkenbuhr oder Wilhelm Blos, wohl wegen dieser politischen Kehrtwende, mit Verachtung auf ihn herab.

## Schriften
- Die Internationale Arbeiterassoziation 1864–1871, 1871
- Praktische Emanzipationswinke, 1873
- Die Organisation der Massen, 1875